# 602922 Juhaszgyula
602922 Juhaszgyula este o planetă minoră (asteroid) din centura de asteroizi. A fost descoperită pe 30 septembrie 2014 la Piszkéstetői Obszervatórium⁠(d) de . 
Obiectul prezintă o orbită caracterizată de o semiaxă mare de 3,195252460196 UAi, o excentricitate de 0,14604703991507, o înclinație de 9,1682083387917 ° în raport cu ecliptica.